# Dan Lilker
Dan Lilker (Bayside, Nueva York, Estados Unidos, 18 de octubre de 1964) es un músico de los Estados Unidos, más conocido como bajista, pero también guitarrista, pianista, batería y vocalista.

## Carrera
Dan es el bajista de la banda de thrash metal Nuclear Assault y fue miembro fundador de Anthrax con Scott Ian. Lilker tocaba la guitarra principal y grabó el bajo y coescribió en su primer álbum, Fistful of Metal. También fundó la banda Stormtroopers of Death con Scott Ian y Charlie Benante de Anthrax, y Billy Milano cantante del grupo M.O.D.
Dan también toca el bajo con los grupos Brutal Truth, Exit-13, Malformed Earthborn, The Ravenous, Overlord Exterminator, Venomous Concept, Crucifist y Extra Hot Sauce. Holy Moses fue compañero de Dan Lilker en Nuclear Assault durante la grabación de su álbum Queen of Siam.
Dan es conocido por sus rápidos riffs de guitarra con fuertes distorsiones. Por otra parte ha sido columnista de la revista Zero Tolerance desde el inicio de la publicación en 2005, y en 2009, se informó de que el periodista Dave Hofer de Chicago Journalist estaba escribiendo una biografía de Lilker.
El 10 de enero de 2014, Lilker anunció que planeaba su retirada como músico de estudio y de gira a tiempo completo. También anunció que Brutal Truth se separarían en su cumpleaños número 50 (18 de octubre de 2014).

## Discografía

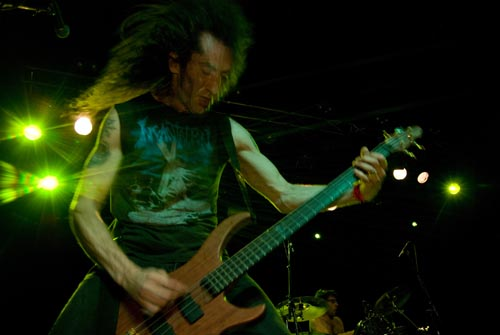
Dan Lilker, 2007

### Nuclear Assault
| Fecha de lanzamiento | Título                             | Sello                           | Ventas |
| 1986                 | Brain Death (EP)                   | Combat Records / Under One Flag |        |
| 1986                 | Game Over                          | Combat Records / Under One Flag |        |
| 1987                 | The Plague (EP)                    | Combat Rec. / Under One Flag    |        |
| 1988                 | Fight To Be Free (EP)              | Relativity / Under One Flag     |        |
| 1988                 | Good Times, Bad Times (EP)         | Under One Flag                  |        |
| 1988                 | Survive                            | Combat Rec. / Under One Flag    |        |
| 1989                 | Handle With Care                   | Relativity / Under One Flag     |        |
| 1989                 | Handle With Care European Tour '89 |                                 |        |
| 1991                 | Out of Order                       | Relativity / Under One Flag     |        |
| 1991                 | Radiation Sickness                 |                                 |        |
| 1992                 | Live At The Hammersmith Odeon      | Relativity Rec. / Roadrunner    |        |
| 2003                 | Alive Again                        | Screaming Ferret / Steamhammer  |        |
| 2005                 | Third World Genocide               | Screaming Ferret Wreckords      |        |
| 2015                 | Pounder (EP)                       | Sidipus Records                 |        |

### Brutal Truth
| Fecha de lanzamiento | Título                                      | Sello           | Ventas |
| 1992                 | Extreme Conditions Demand Extreme Responses | Earache Records |        |
| 1994                 | Need to Control                             | Earache Records |        |
| 1996                 | Kill Trend Suicide (EP)                     | Relapse Records |        |
| 1997                 | Sounds of the Animal Kingdom                | Relapse Records |        |
| 2000                 | For Drug Crazed Grindfreaks Only!           | Solardisk       |        |
| 2009                 | Evolution through Revolution                | Relapse Records |        |

### Anthrax
| Fecha de lanzamiento | Título           | Sello             | Ventas |
| 1984                 | Fistful Of Metal | Megaforce Records |        |

### Stormtroopers of Death
| Fecha de lanzamiento | Título                                               | Sello                      | Ventas |
| 1985                 | Speak English Or Die                                 | Megaforce Records          |        |
| 1992                 | Live At Budokan                                      | Megaforce Records          |        |
| 1999                 | Bigger Than The Devil                                | Nuclear Blast Records      |        |
| 1999                 | Seasoning the Obese: 7" split with Yellow Machinegun | Rotten Orange/Howling Bull |        |
| 2007                 | Rise Of The Infidels                                 | Megaforce Records          |        |

### The Ravenous
| Fecha de lanzamiento | Título                   | Sello       | Ventas |
| 2000                 | Assembled In Blasphemy   | Hammerheart |        |
| 2002                 | Three on a Meathook (EP) | Red Stream  |        |
| 2004                 | Blood Delirium           | Red Streamm |        |